# دان كونينغهام
دان كونينغهام (بالإنجليزية: Dan Cunningham)‏ هو لاعب كرة قدم أسترالية أسترالي، ولد في 23 نوفمبر 1907، وتوفي في 5 يوليو 1994.

## وصلات خارجية
- دان كونينغهام على موقع AustralianFootball.com (الإنجليزية)
- دان كونينغهام على موقع AFLtables.com (الإنجليزية)